# Suárez (Tolima)
Suárez es un municipio colombiano ubicado en la zona oriental del departamento del Tolima. Según el censo de 2018, tiene una población de 3813 habitantes.
Se encuentra a 160 km de Bogotá.

## Toponimia
El nombre original del municipio fue Santa Rosa de Lima de Tocaima, el cual fue cambiado por el de Suárez el 2 de mayo de 1930, en homenaje al presidente Marco Fidel Suárez.

## Historia
Desde tiempos inmemorables, existía en el territorio un caserío indígena perteneciente al cacique Iqueima, de los panches, descubierto en 1543 por el español Hernán Pérez de Quesada y bautizado muchos años más tarde con el nombre de Santa Rosa de Lima de Tocaima por los señores Antón de Olaya y Carrillo, Juan Bautista de Luna y Francisco Sánchez Ruiz. Se encontraba ubicado un kilómetro al oriente del río Grande de la Magdalena y un kilómetro al norte de su asiento actual.
La época de la Colonia y hasta la independencia fue paso obligado en la ruta del Camino Real Nacional hacia Neiva. En 1827, la población de Santa Rosa es elevada a la categoría de aldea dependiente de la villa de Tocaima. En 1853 es devastada por un voraz incendio y reconstruida al año siguiente sobre la ribera del río Magdalena, su ubicación actual, en terrenos donados por Feliciana Lombo de Ricaurte. Entre 1880 y 1920 aproximadamente, alcanza un breve periodo de esplendor gracias al comercio por río Magdalena, y el paso de balsas, champanes y barcos de vapor.
Durante los cambios constitucionales posteriores a la independencia, pasa a formar parte en varias ocasiones de los territorios de Cundinamarca y Tolima, siendo devuelta definitivamente a este último en 1905. Por ordenanza del 16 de mayo de 1903, Santa Rosa es elevada a la categoría de municipio fijándole sus límites y nombrando su primer alcalde. En 1930 cambia su nombre por el de Suárez en honor del expresidente Marco Fidel Suárez, en cuyo gobierno y sin haberse reconocido aún la independencia de Panamá, se había encontrado en Santa Rosa el centro exacto del país.

## División Político-Administrativa
Además de su Cabecera municipal. Suárez tiene bajo su jurisdicción los siguientes Centros poblados:
- Aguas Claras a 9,33 km del municipio

- Cañaverales a 23,8 km del municipio.
- Hato Viejo a 10,39 km del municipio.

#### Veredas
*Arrayanes a 19,54 km del municipio.
*La Salada a 14 km del municipio.
*Aguas Claras a 9,33 km del municipio.
*La Guaduita a 4,5 km del municipio.
*Limonal a 983 m del municipio.
*San Rafael a 1,8 km del municipio.
*Batatas a 5 km del municipio.
*Sinai a 5,38 km del municipio.
*Bacaya a 6,7 km del municipio.
*La Honda a 11,22 km del municipio.
*San Cayetano a 13 km del municipio.
*Las Mesas a 19,3 km del municipio.

## Geografía
Se encuentra a las orillas del río Magdalena, y posee varias veredas al norte y sur del municipio. Su clima es cálido, con lluvias durante todo el año y una temperatura media de 28 °C.

### Límites Municipales
Suárez está delimitada por los siguientes municipios y al norte con Cundinamarca.
| Noroeste: Flandes, El Espinal (Río Magdalena) | Norte: Ricaurte ( Cundinamarca) (Río Sumapaz) | Nordeste: Carmen de Apicalá |
| Oeste: Guamo (Río Magdalena)                  |                                               | Este: Carmen de Apicalá     |
| Suroeste: Purificación (Río Magdalena)        | Sur: Purificación                             | Sureste: Cunday             |

## Turismo
- Cascadas Saltos y Caracoles a 9 km del municipio
- Balneario Batatas a 5 km del municipio.
- Malecón turístico
- Parque municipal
- Charco azul a 2 km del municipio
- Vista al malecón de la Caimanera ( vereda aguas claras "canchas de tejo")
- Ruinas Indígenas (vereda cañaverales)
- Casa Spa San Angel (Hospedaje-Piscina)
- Finca el Buen Retiro Los Lagos (cabañas y piscina)500 metros del parque principal

## Batatas
Es la quebrada más importante de la región y se caracteriza por su cristalina corrientes. El nombre Batatas proviene de la planta y el fruto de la batata que, antiguamente, constituía un alimento básico en la dieta de los indígenas habitantes de la región.

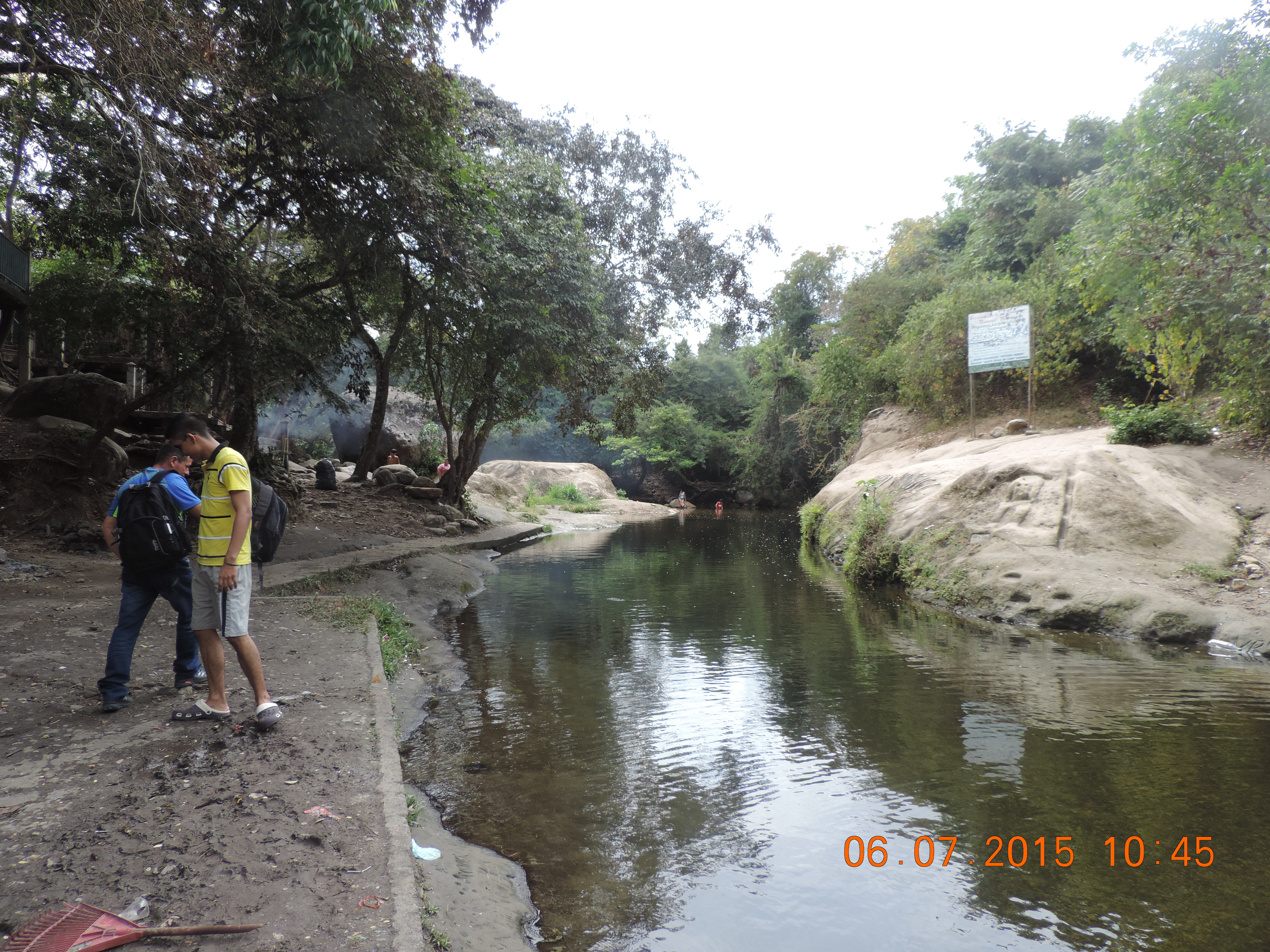
Balneario Batatas en Suárez, Tolima.

Anteriormente, Batatas servía como límite entre las provincias de Neiva y Bogotá además de las villas de Tocaima y Purificación; sin embargo, hoy se encuentra en límite con los municipios de Carmen de Apicalá y Cunday. 
Batatas es base para el encuentro y dispersión tanto de los suarences como de los visitantes, puesto que es el lugar ideal para refrescarse teniendo en cuenta las altas temperaturas a las que llega la región; este balneario ofrece el espacio para nadar, compartir en familia y amigos y realizar el conocido paseo de olla colombiano.

## Festividades
Las fiestas populares se celebran en honora la virgen de Santa Rosa de Lima.
Las ferias y fiestas del municipio tienen lugar el primer puente del mes de agosto, y se reconocen por ser el centro de diversos reinados entre los cuales se destaca el de "Señorita Simpatía". La celebración se extiende durante cinco días convocando a los habitantes del municipio como a los visitantes a una serie de presentaciones orquestales en la plaza principal del municipio, las cuales resaltan diversos géneros musicales con el objetivo de reunir familias para la festividad. 

Ferias y fiestas del río grande de la Magdalena

Por otro lado, el día viernes, sábado y domingo a las cinco de la mañana se da inicio a la reconocida alborada, momento en el cual los habitantes del pueblo se reúnen para recorrer el municipio acompañados de la papayera, aquel grupo encargado de abrir una nueva celebración en que el baile y la harina se vuelven protagonistas de la celebración suarense.

## Gastronomía
Los platos típicos de Suárez son el tamal tolimense, el sancocho, el viudo de pescado.

## Servicios públicos
- Energía Eléctrica: Celsia, es la empresa prestadora del servicio de energía eléctrica.
- Gas Natural: Alcanos de Colombia es la empresa distribuidora y comercializadora de gas natural en el municipio.